# اژدهاماهی باله‌جارویی
اژدهاماهی باله‌جارویی (نام علمی: Thysanactis dentex) نام یک گونه از تیره لق‌دهانان است.